# Савватієво
Савваті́єво (рос. Савватеево) — село у складі Нерчинського району Забайкальського краю, Росія. Входить до складу Пішковського сільського поселення.

## Населення
Населення — 343 особи (2010; 416 у 2002).
Національний склад (станом на 2002 рік):
- росіяни — 99 %